# 莫儉榮
莫儉榮，MH（1964年7月4日—），香港失明人士，現職香港傷健共融網絡總幹事，同時亦是該會之創會主席及猛龍長跑隊創辦人，1998年獲取香港浸會大學社工系一級榮譽學士，並獲得註冊社工專業資格。1999年1月成為香港社會服務聯會首位被聘用的失明專業幹事。1999年獲得香港十大傑出青年、首屆香港十大傑出數碼青年及獲得模範殘疾僱員獎，以表揚他對社會的貢獻。

## 生平
莫儉榮自幼失明，曾經居於九龍灣啟業邨啟寧樓424室，1974年就讀於心光盲人學校，接受正規的學校教育。1983年至1988年，因為成績優異而被推薦到主流學校聖保羅書院就讀高中，最終於聖保羅書院完成預科課程，並為首位失明人士參與會考電腦科課程，於1984年亞洲太平洋區殘疾人士運動會站立跳遠獲得銀牌，於1998年獲取香港浸會大學社工系一級榮譽學士，並獲得註冊社工專業資格。
畢業後，莫儉榮一直熱心於社會公益事務，致力推動無障礙社會，資訊平等權，協助弱勢社群融入社會，積極解決殘疾人士面對的數碼鴻溝問題，於中國及香港致力推廣資訊科技應用，幫助殘疾人士公開就業。
莫儉榮於1998年曾獲委任為香港社會服務聯會轄下之視障人士協調委員會主席、公眾教育小組委員會副主席。於1999年，莫儉榮先生更領導專責小組，協助數百間社會福利機構，3000 多個服務單位解決千年蟲的問題，並於同年成為香港十大傑出青年、首屆香港十大傑出數碼青年及獲得模範殘疾僱員獎，以表揚他對社會的貢獻。
莫儉榮於香港盲人輔導會任職高級經理(資訊科技及企業傳訊)期間，協助該會開發首個語音電郵系統，首個視障人士分享入門網站(www.netshare.hk)及視障人士就業入門網站(www.cando.hk)，並獲香港特別行政區政府頒發兩金、兩銀及一嘉許的資訊及通訊科技大奬予他服務的機構。莫儉榮先生於2006年至2012年期間，擔任康復諮詢委員會委員，為政府制定康復政策及康復設施，提出建設性意見，並於2008年至2012年擔任世界盲人聯盟亞太區理事，積極為盲人謀求福祉及提升盲人在社會上的地位。
莫儉榮曾任香港盲人體育會有限公司營運總監，是該會的創辦人及發起人之一，致力推動平等參與，體育共享的使命。且於2011年7月與友人創辦香港傷健共融網絡(非牟利機構)。一起推動傷健共融，倡議一個無障礙的社會，其成立的宗旨為：平等貢獻，傷健共融，並擔任該會之創會主席。

### 社會公職
- 香港傷健共融網絡創會成員兼總幹事 (08/2011 - )
- 香港特別行政區公共事務論壇成員 (01/2012 - )
- 香港聾人協進會顧問 (05/2011 - 12/2013)
- 2010年10月成立猛龍長跑隊
- 康復諮詢委員會委員 (2006 - 2011)
- 康復服務無障礙小組委員 (2002 - 2007)
- 康復服務就業小組委員 (2000 - 2001)
- 世界盲人聯盟亞太區理事 (2008 - 2011)
- 世界盲人聯盟亞太區盲人按摩委員會副秘書長 (2008 - 2010)
- 香港盲人體育會有限公司創會成員及董事 (4/2008 - 8/2009)
- 香港聾人協進會諮詢委員會委員 (9/2010 - 04/2011)
- 香港社會服務聯會轄下之視障人士協調委員會主席 (1998 - 01/1999)
- 香港首屆盲人觀星傷健營籌委會主席 (2010)

### 獎項
- 1984年亞洲太平洋區殘疾人士運動會站立跳遠 - 銀牌
- 1999年十大傑出青年
- 1999年十大傑出數碼青年
- 1999年傑出模範殘疾僱員獎
- 2010年獲盛世中華協會頒發優秀中華人物徽章
- 2011年獲香港特別行政區政府頒發榮譽勳章 (Medal of Honour)
- 2013年樂施毅行者道富堅毅不屈大獎

### 工作
- 香港社會服務聯會資訊科技資源中心專業幹事 (1/1999 - 3/2006)
- 香港盲人輔導會高級經理(資訊科技及企業傳訊) (4/2006 - 9/2008)
- 香港社會服務發展基金業務發展總監 (10/2008 - 7/2009)
- 香港盲人體育會有限公司營運總監 (9/2009 - 7/2010)
- 香港大學電腦系技術經理 (12/2011 - 12/2014)
- 明窗企業有限公司主席兼行政總裁 (08/2010 – 10/2018)
- 香港傷健共融網絡創會成員兼總幹事(07/2015 - )

## 相關新聞
失明傑青莫儉榮 生命劇本可以重寫 （页面存档备份，存于）
失明社工莫儉榮身教兒子：與孩子溝通要用「心」 （页面存档备份，存于）
看不到的光明 （页面存档备份，存于）

## 外部連結
- 香港傷健共融網絡 （页面存档备份，存于）